# Nyponluggmal
Nyponluggmal (Coptotriche angusticollella) är en fjärilsart som först beskrevs av Philogène Auguste Joseph Duponchel 1843.  Nyponluggmal ingår i släktet Coptotriche, och familjen luggmalar. Arten är reproducerande i Sverige.

## Bildgalleri

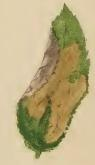
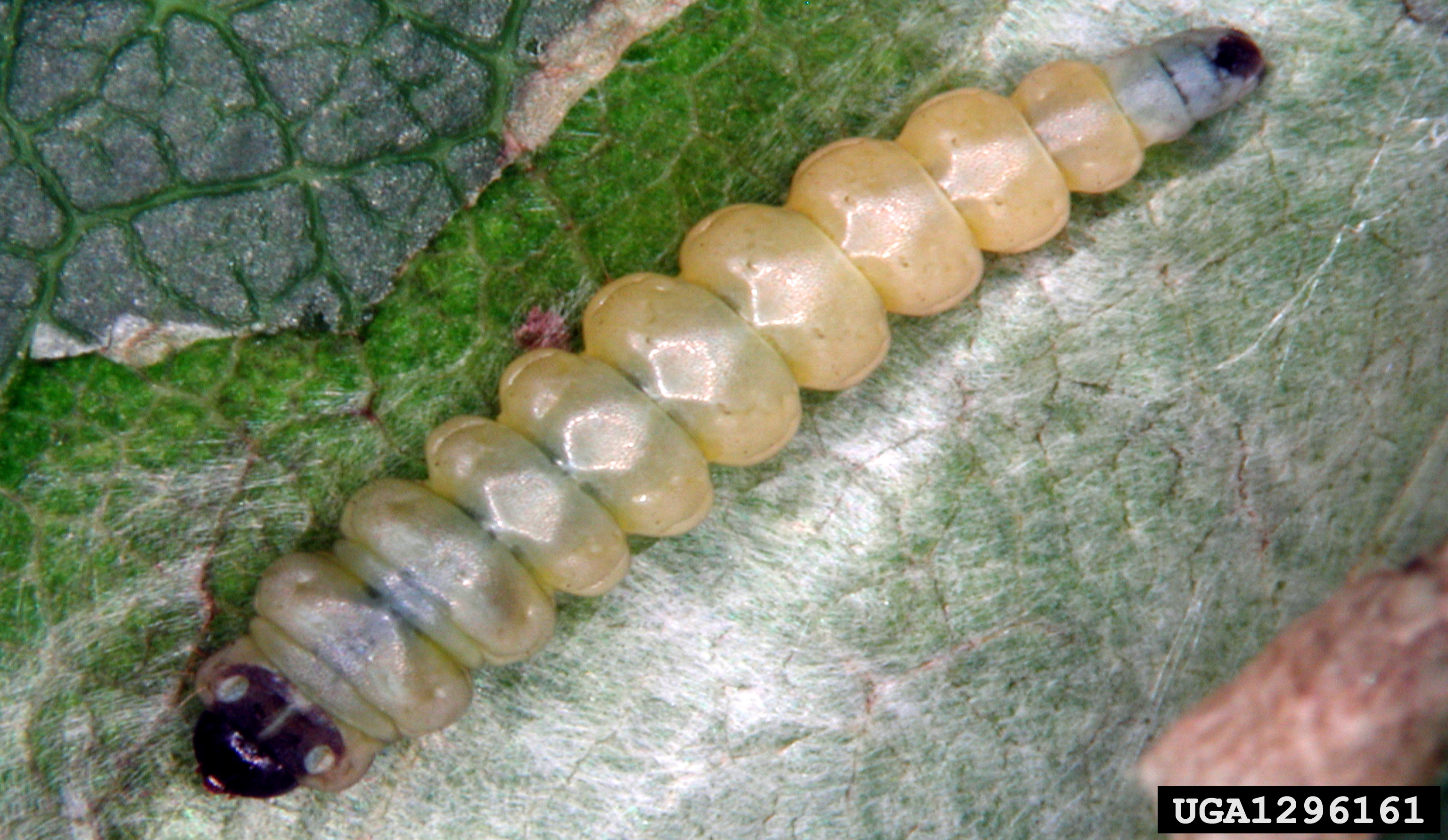